# Velika bela čaplja
Velika bela čaplja (znanstveno ime Ardea alba), znana tudi kot velika čaplja ali le čaplja, je velika ptica iz družine čapelj, ki živi v večini tropskih in toplejših zmernih predelov sveta. Njene podvrste se nahajajo v Aziji, Afriki, obeh Amerikah in južni Evropi. Živi in gnezdi v bližini vode.
Z višino okrog enega metra in težo do 950 g sodi med večje predstavnike čapelj ter je le za spoznanje manjša od sive čaplje. Njeno perje je v celoti belo, od ostalih belih čapelj jo ločimo po oranžnem kljunu in temnih nogah. Samca in samice na zunaj ni mogoče ločiti, prav tako so mladiči praktično enaki odraslim izven paritvene sezone. Med paritvijo zrastejo odraslim na hrbtu okrasna peresa, kljun potemni, noge pa postanejo na vrhu rdečkaste.
Med letom je prepoznavna po počasnih, močnih zamahih s perutmi, vratu, ki ga drži ukrivljenega v obliki črke S, in nogah, ki molijo daleč izza repa. Oglaša se ne, z izjemno kratkih, raskavih klicev, ki jih spušča v koloniji.

## Prehrana
Velika bela čaplja se prehranjuje z ribami, žabami in malimi sesalci, občasno pa tudi z manjšimi ptiči in plazilci, ki jih lovi v plitvi vodi, močvirjih in na vlažnih travnikih. Lovi tako, da stoji popolnoma pri miru, nato pa s sunkovitim iztegom vratu nabode žival, ki pride mimo. Plen občasno tudi počasi zalezuje.

## Razmnoževanje in razširjenost
Velika bela čaplja gnezdi spomladi do zgodaj poleti, par ima letno po eno leglo. Veliko gnezdo splete iz vej visoko v drevesu, kolonije so največkrat v bližini območij, kjer se prehranjujejo - ob večjih jezerih, močvirjih ipd. Mladiči so puhasti gnezdomci, zanje skrbita oba starša.
Vrsta je delna selivka; razširjena je po večini tropskih in toplejših zmernih predelov sveta, vendar se osebki, ki živijo severneje, pozimi umaknejo iz prehladnih območij.
V Sloveniji je ta vrsta še konec sedemdesetih let dvajsetega stoletja veljala za redkega gosta, desetletje kasneje pa se je njena številčnost povečala (verjetno predvsem na račun povečanja velikosti populacije na gnezdiščih v Panoniji) in na slovenskem je pričela tudi redno gnezditi. Danes je tu stalno prisotna, tudi izven gnezditvenega obdobja. Največ jih prezimuje v severovzhodni Sloveniji, pomembnejše prezimovališče pa so tudi Sečoveljske soline.

## Taksonomija
Vrsto so včasih uvrščali v rod Egretta, po novejših spoznanjih pa sodi v rod Ardea skupaj z ostalimi velikimi čapljami. Nekateri avtorji jo uvrščajo v lasten rod Casmerodius.
Prepoznane so štiri podvrste velike bele čaplje z različno geografsko razširjenostjo, ki se le malenkostno razlikujejo po telesnih značilnostih:
- A. a. alba Linnaeus, 1758 – Evropa
- A. a. egretta Gmelin, JF, 1789 – Amerika
- A. a. melanorhynchos Wagler, 1827 – Afrika
- A. a. modesta Gray, JE, 1831 – Azija in Avstralazija